# Мастер наносит удар
«Мастер наносит удар» (англ. The Master Strikes, иер. трад. 通天老虎, кант.-рус.: Тхун тхинь лоу фу, буквально: «Высочайший тигр») — гонконгский фильм с боевыми искусствами режиссёра Гао Баошу. Премьера фильма состоялась 20 марта 1980 года в Гонконге.

## Сюжет
Торговец Лён Тхунтхинь нанимает бойца Чан Тхиньтхоу для переправки ценной реликвии. По окончании дела, Тхиньтхоу обнаруживает, что реликвия пропала. В результате он сходит с ума. Двое мошенников, и Лэй Куаньфун и Кам Лён, узнают о Тхиньтхоу и реликвии. Они решают помочь ему найти потерянную ценность, желая на этом разбогатеть.

## В ролях
- Ман Юньмань — Лэй Куаньфун
- Казанова Вон[кит.] — Чан Тхиньтхоу
- Тони Чхин — Кам Лён
- Ям Сайкунь[кит.] — Лён Тхунтхинь
- Мег Лам[кит.] — Юк Куньям
- Эдди Коу[кит.] — Хак Фулау (Чёрный Скелет)
- Лён Сиухун — убийца
- Вон Мэймэй — Хо Юкмэй
- Чау Кат[кит.]
- Юнь Моу — убийца
- Юнь Поу — убийца
- Чань Лаппань[кит.] — Чхёй Фа
- Фон Пхин — проститутка
- Макс Ли — нищий Соу

## Съёмочная группа
- Компания: Park Films
- Продюсер: Венджи Парк
- Исполнительный продюсер: Гао Баошу
- Режиссёр и сценарист: Гао Баошу
- Ассистент режиссёра: Вань Сиукхюнь, Кэтрин Лау
- Постановка боевых сцен: Тони Чхин
- Монтаж: Чён Иупоу
- Оператор: Ван Тянью
- Дизайнер по костюмам: Лук Сукмань
- Грим: Чён Лайин
- Композитор: Фрэнки Чань[кит.]

## Кассовые сборы
В период гонконгского кинотеатрального проката с 20 по 25 марта 1980 года фильм собрал 532 619 гонконгских долларов.

## Восприятие
Карл Дэвис с сайта «DVD Talk» оценил фильм в две с половиной звезды из пяти возможных, отметив более низкий уровень по сравнению с фильмами Джеки Чана и Саммо Хуна тех лет. Джон Уоллис, также с «DVD Talk», поставил фильму такую же оценку, назвав фильм «низкобюджетной комедийной глупостью с боевыми искусствами». Борис Хохлов на сайте «HKcinema» положительно оценил данную картину, главными плюсами которой назвал «безудержные и дикие бои и комедию, которая их окружает».